# Пайнер
Пайнер — болгарский лейбл звукозаписи и продюсерский центр, основанный Митко Димитровым, более известен, как Митко Пайнера.

## История
В первые года компания работала производством аудио и видеозаписи на местном болгарском рынке и на экспорт за рубежом. В 1993 году Митко основал свою собственную студию звукозаписи, а в 1995 студию видеозаписи.
13 ноября 2001 года компания запустила свой собственный телеканал - спутниковый музыкальный канал Планета. 6 мая 2007 года компания запустила музыкальный канал фолк-музыки Планета Фолк. С 24 мая 2010 года и Планета HD - первый музыкальный телеканал с высоким качеством в Болгарии.
Пайнер имеет свои собственные музыкальные магазины в девяти городах Болгарии и к концу 2004 года появились клубы Планета Пайнер клуб в различных городах страны, как Варна, Хасково, Димитровград, Русе, Пазарджик, Несебыр, Тырговиште, Пловдив, Благоевград, Плевен, Шумен, Бургас и два клуба в Софии. В 2008 году в Димитровграде был открыт Комплекс Планета Пайнер.
13 ноября 2012 года компания запустила радиостанцию Радио Пайнер

## Артисты

### Поп-фолк артисты
- Ави Бенеди[1](2014-настоящее время)
- Томика[2](2002-настоящее время)
- Даниела[3](2011-настоящее время)
- Роксана[4](2003-настоящее время)
- Елена[5](2002-настоящее время)
- Борис Дали[6](2005-настоящее время)
- Севда[7](2000-настоящее время)
- Зара[8](2014-настоящее время)
- Галена[9](2004-настоящее время)
- Сиана[10](2011-настоящее время)
- Гергана[11](2003-настоящее время)
- Гергана[12](1994-настоящее время)
- Деннис[13](2011-настоящее время)
- Деси Слава[14](1996-2003, 2014-настоящее время)
- Джена[15](2007-настоящее время)
- Димана[16](2006-настоящее время)
- Диона[17]
- Елена Велевская (2016-настоящее время)
- Ивана[18](1999-настоящее время)
- Ильян[19](2005-настоящее время)
- Иордания[20](2015-настоящее время)
- Йоргос Ясемис[21] (2014-настоящее время)
- Кали[22](2010-настоящее время)
- Карлос[23](2013-настоящее время)
- Константин[24](2007-настоящее время)
- Коста Марков[25](1997-2005, 2016-настоящее время)
- Криса Д.[26](2016-настоящее время)
- Люси (2002-настоящее время)
- Магда[27](2003-настоящее время)
- Малина[28](2000-настоящее время)
- Марина Тошич[29](2015-настоящее время)
- Мария[30](2000-настоящее время)
- Мария Петрова[31](2011-настоящее время)
- Милко Калайджиев[32](1997-настоящее время)
- Нелина[33](1998-настоящее время)
- орк.Кристали[34](1998-настоящее время)
- Пресила[35] (2015-настоящее время)
- Преслава[36] (2004-настоящее время)
- Райна[37](2001-настоящее время)
- Роксана[38](2011-настоящее время)
- Сакис Кукос[39](2002-настоящее время)
- Сиана[40](2007-настоящее время)
- Сильвия[41](1997-настоящее время)
- Соня Немска[42](2004-настоящее время)
- Татьяна[43](2002-настоящее время)
- Теди Александрова[44](2009-настоящее время)
- Фики[45](2014-настоящее время)
- Цветелина Янева[46](2008-настоящее время)
- Экстра Нина[47](1997-2008, 2016-настоящее время)
- Эмануэла[48](2015-настоящее время)
- Эмилия[49](1999-настоящее время)
- Юлия[50](2015-настоящее время)
- Юнона[51](2007-настоящее время)
- Яница [52](2003-настоящее время)

### Поп, рэп артисты
- Веселин Маринов[53](1998-настоящее время)
- Дамиан Попов (2012-настоящее время)
- Мария Петрова[54](1995-настоящее время)
- Светла Иванова (2006-настоящее время)
- Трио Сопрано[55](2015-настоящее время)
- Устата[56](2015-настоящее время)
- АРТи (2018-настоящее время)

### Фольклор артисты
- Айшенур[57](2014-настоящее время)
- Анджелина[58](2016-настоящее время)
- Васил Вялканов[59](2013-настоящее время)
- Виевска фолк група[60](2000-настоящее время)
- Деян Митев[61](2014-настоящее время)
- Здравко Мандаджиев[62](2009-настоящее время)
- Ивана Дякова (2012-настоящее время)
- Иван Дяков[63](2002-настоящее время)
- Ивелина Колева[64](2008-настоящее время)
- Калина и Невена[65](2014-настоящее время)
- Мария и Магдалена Филатовы[66](2009-настоящее время)
- Николай Славеев[67](1998-настоящее время)
- орк.Канарите[68](1998-настоящее время)
- орк.Орфей (1999, 2006-настоящее время)
- орк.Плам (2003-настоящее время)
- орк.Пловдив[69](2005-настоящее время)
- Пепи Христозова[70](2008-настоящее время)
- Поли Паскова[71](2004-настоящее время)
- Росица Пейчева[72](2000-настоящее время)
- Сестри Диневи[73](2008-настоящее время)
- Славка Калчева[74](1995-настоящее время)
- формирование Паскалев[75](2014-настоящее время)
- Хари бенд (2014-настоящее время)
- Христо Косашки[76](2007-настоящее время)
- Янко Неделчев[77](2006-настоящее время)

## Бывшие артисты

### Поп-фолк артисты
- Амет (1998-2019)
- Албена (2005-2006)
- Албена и Любена (2002-2003)
- Андреа (2006-2015)
- Близнецы (2005-2008)
- Бони (1998-1999, 2008-2012)
- Боряна (2005-2009)
- Бродяги (1999-2000)
- Вальдес (1994-2004, 2009)
- Валентина[78](2011-2014)
- Валентина Кристи (2007-2015)
- Вероника (2002-2009)
- Весела (1998-2009)
- Виктория (2002)
- Виктор (2008-2010)
- Восемь восемь (2003-2007)
- Галина (2002)
- Гарри Христов (1998-1999)
- Даниела (2003-2012)
- Даяна (2012-2015)
- Джамайката (2013-2015)
- Джульетта (2007-2008)
- Extazy (2002)
- Елена (2005-2011)
- Елена Кацарова (2001-2003)
- Есиль Дюран (2000-2019)
- Жоро Любимеца (1998-2008)
- формирование Зорница (1996-1998)
- Ива (2003-2005)
- Илия Загоров (1997-2003)
- Калия (2001-2004)
- Камелия (1997-2014)
- Кристиана (2013-2015)
- Крум (2013-2015)
- Лейла (2011-2012)
- Луна (2006-2008)
- Люси (2011-2013)
- Магапаса (1997-2009, 2011)
- Магдалена Санчес (2001-2003)
- Максима (2001-2002)
- Маленькие пантеры (2001-2004)
- Марьяна и Виктория (2001-2004)
- Марьяна Калчева (1999-2007)
- Марьяна Славова (2001-2003)
- Милена (1997-2002)
- Мира (1999-2005)
- Мэриан (2004-2008)
- Надя (2001-2007)
- Найден Мильков (2001-2008)
- Наско Ангелов (2002)
- орк.Кристалл (1997-2006)
- Орхан Мурад (2000-2001, 2007-2008)
- Пантеры (1999-2002)
- Персиян (2007-2008)
- Петра (1998-2002)
- Полина (2005-2009)
- Пламена (2011-2014)
- Радо Шишарката (1993-1997)
- Рейхан (2001-2005)
- Рени (1998-2005)
- Росица (2012-2015)
- Руси Русев (1995-2000, 2007)
- Саманта (2009-2011)
- Сашка Васева (1996-1999)
- Силвена (2008-2009)
- Симона (2011-2012)
- Симпатяги (1997-1999)
- Соня Иванова (2011-2012)
- Стоян (2003)
- Таня Боева (1997-1999)
- Таня Добрева (1995-2003)
- Таня Мутафова (1995-2000)
- Тедди (1996-1998)
- Тонита (1998-2000)
- Траяна (2005-2015)
- Цветелина (1997-2001)
- дуэт Черно и бяло (1999-2000)
- Эмми Стамболова (1994-1997)
- Янек (1999-2000)

### Поп артисты
- Драгомир Драганов (2003-2006)
- Expose (2005-2011)
- Ивайло Гуров (2003-2005)
- Кичка Бодурова (1999-2001)
- Лили Иванова (1995-1999)
- Нончо Воденичаров (2002-2009)
- Норд Бенд (2011-2013)
- Росица Ганева (1998-1999)
- дуэт Шик (1999-2001)